# Paul Ehrlich Orvostudományi Egyesület
A Paul Ehrlich Orvostudományi Egyesület a kolozsvári zsidó orvosok szakmai és érdekvédelmi szervezete volt 1930–1940 között.

## Története
1930. márciusban Goldberger Ede kezdeményezésére alakult meg a Zsidó Orvosok köre. Az 1930. november 30-i ülésen bejelentették, hogy a kör Paul Ehrlich (Zsidó) Orvostudományi Társulat néven fog működni. A megalakulásnak alapvetően két oka volt: az egyik az, hogy az 1920-as évek végén megjelent az az orvosgeneráció, amely orvosi tanulmányait már a román egyetemen végezte, és a magyar szaknyelvet nem használta, ezért nem iratkoztak be az Erdélyi Múzeum-Egyesület orvosi szakosztályába. A másik tényező az 1930-ban megjelent egészségügyi törvény volt, amely rendelkezett az orvoskamarák felállításáról. A Romániában nem vallásként hanem nemzetiségként meghatározott zsidóságnak az egyesület révén lehetősége nyílt arra, hogy a bejuttassanak egy tagot a megyei kamara elnökségébe, így gondoskodjanak érdekeik védelméről. Az egyesület alapszabályát 1931-ben hagyták jóvá.
Az egyesület megalapítását egyes magyar körök azért kritizálták, hogy a zsidó orvosok ezáltal elkülönítették magukat a magyar társadalomtól, a magyar orvosközösségtől, az Erdélyi Múzeum-Egyesület orvosi szakosztályától. Ez a kritika alaptalan volt, mivel a Múzeum-Egyesület orvostudományi szakosztályának munkájában részt vettek, és kiadványaiban rendszeresen publikáltak a zsidó orvosok is.
Az egyesület 1940 júniusában tartotta utolsó, 140. ülését. Gaal György szerint a második bécsi döntést követően az egyesület működésének nincs nyoma; 1941. júniusban azonban még megjelent a tisztújító közgyűlés meghívója. A zsidó orvosok munkája ellehetetlenült: a magyar jogszabályok alkalmazásával a kolozsvári székhelyű orvoskamarához több mint 200 zsidó orvos folyamodott működési engedélyért, de csak 36-an kapták meg. 1944-ben az egyesület legtöbb tagja a Kaufering koncentrációs táborban pusztult el; a holokauszt után az egyesület nem alakult újra. A deportálásból visszatért Szilágyi András 1946-ben ezt írta: „A »Paul Ehrlich« kör, a kolozsvári zsidó orvosok egyesülete megszűnt élni, nincsen többé. Sajnos kevesen maradtunk, hogy gyászülést sem tarthatunk elhunyt tagjainak emlékére. Míg van, aki a gyászbeszédet elmondja, alig akad, aki meghallgassa.

## Székhelye
Az üléseket kezdetben az ortodox Chevra Kádisa Hosszú utca (ma str. Piteşti) 9. sz. alatti székházában tartották. 1931 őszétől a Szentegyház utca (str. Iuliu Maniu) 4. szám alatt béreltek helyiséget. 1937-től az Unió utca (str. Memorandului) 13. számú házában béreltek több helyiséget, 1940-ben pedig a Jókai utca (Str. Napoca) 21. volt a gyűlések helyszíne.

## Tevékenysége
Az egyesület alapítói három célt tűztek ki:
- az orvostudomány terjesztése, fejlesztése; szakmai továbbképzés;
- az orvosi kollegialitás ápolása;
- a tagok érdekeinek képviselete.[10].

November elejétől június végéig kéthetente szaküléseket tartottak. Egy-egy ülés során két-három felolvasást illetve betegbemutatást tartottak, amelyet megbeszélés követett. Időnként Magyarországról vagy Ausztriából hívtak vendégelőadókat, akiket aztán az egyesület tiszteletbeli tagjává választottak. Köztük volt Bernhard Aschner nőgyógyász, Engel Károly belgyógyász (Budapest), Érczy Miklós fül-orr-gégész, plasztikai sebész, Farkas Ignác urológus, Fischer Ernő ortopéd orvos, Fodor Imre belgyógyász, Hasenfeld Arthur szívgyógyász, Siegfried Kanowitz gyermekgyógyász, Pólya Jenő sebész, Preisich Kornél gyermekgyógyász, Rosenthal Jenő belgyógyász, Alois Strasser belgyógyász. A román orvosok közül Iosif Elias és Constantin Stanca tartottak előadást. Az egyesület vezető egyéniségei és a kolozsvári egyetem orvosi karának tanárai jó viszonyt alakítottak ki; a külföldi előadók tiszteletére rendezett vendéglátásokon megjelentek az egyetem legnevesebb professzorai, például Iuliu Hațieganu és Coriolan Tătaru.
Az 1930-as évek közepétől az egyesület díjat adott a kolozsvári egyetem öt legjobb zsidó orvostanhallgatójának.
Az egyesület tevékenységéről beszámolt az Új Kelet című zsidó napilap valamint a Herskovits Izidor által szerkesztett Orvosi Szemle című folyóirat. Utóbbi számos szakülési előadás szövegét is közölte..

## Tisztségviselői és tagjai
- Örökös elnök: Goldberger Ede,[13]
- Alelnökök: Herskovits Izidor,[12] Farkas Imre,[12] Jakobi József,[14] Leitner Fülöp,[15] Traub Vilmos,[16]
- Főtitkár: Ornstein Sándor,[12]
- Titkár: Havas József,[12] Heller József,[17]
- Pénztáros: Lasz Gyula,[18] Ornstein Sándor,[15]
- Ellenőrök: Erdős Imre,[15] Samu Dezső,[18] Wertheimer Mendel,[18]
- Jegyzők: Ábrahám Lajos,[18] Goldenberg Pál,[15] Grünwald Ernő,[15] Katzer Ödön,[18]
- Könyvtáros: Herskovits Izidor,[15] Vass Zoltán,[18] Walter Leó,[18]
- Adminisztrátorok: Löbl Adolf,[18] Rosenberg Ernő,[18]
- A választmány tagjai: Blau Zoltán,[18] Erdős Imre,[18] Fenichel Mór,[18] Goldglanz Henrik,[18] Grünwald Ernő,[18] Havas József,[19] Kappel Izidor,[18] Lengyel Miklós,[18] Lengyel Móric,[18] Mátyás Mátyás,[18] Mendelovics Izsák,[18] Neufeld Jenő,[18] Reiter Arthur,[18] Rosenberger József,[18] Róth Marcell,[18] Sonnenwirth Ferdinánd,[18] Steiner Pál,[20] Stern Vilmos,[18] Szénási Vilmos,[18] Weiniberger Zsigmond,[18] Weisz Fülöp.[18]
- Nevezetes tagok: Király Jenő,[21] Rudas Gerő,[22] Vértes Oszkár[22]